# Niederländische Badmintonmeisterschaft 1967
Die Niederländische Badmintonmeisterschaft 1967 war die 26. Austragung der nationalen Titelkämpfe im Badminton in den Niederlanden. Sie fand am 15. und 16. April 1967 in der Sporthalle in der van Hogendorpstraat in Amsterdam statt.

## Sieger und Finalisten
| Disziplin    | Gold                               | Silber                              |
| ------------ | ---------------------------------- | ----------------------------------- |
| Herreneinzel | Herman Leidelmeijer                | Huub van Ginneken                   |
| Dameneinzel  | Felice de Nooyer                   | Agnes Geene                         |
| Herrendoppel | Herman Leidelmeijer Leo Kountul    | Huub van Ginneken Ruud van Ginneken |
| Damendoppel  | Marja Ridder Agnes Geene           | Felice de Nooyer Mirette de Nooyer  |
| Mixed        | Ruud van Ginneken Felice de Nooyer | Leo Kountul Tonny Pannemans         |